# Lugo di Vicenza
Lugo di Vicenza is een gemeente in de Italiaanse provincie Vicenza (regio Veneto) en telt 3783 inwoners (31-12-2004). De oppervlakte bedraagt 14,6 km², de bevolkingsdichtheid is 259 inwoners per km².
De volgende frazioni maken deel uit van de gemeente: Mare, Mortisa, Oltrastico.

## Demografie
Lugo di Vicenza telt ongeveer 1418 huishoudens. Het aantal inwoners steeg in de periode 1991-2001 met 4,8% volgens cijfers uit de tienjaarlijkse volkstellingen van ISTAT.
| Jaar | Inwoneraantal |
| ---- | ------------- |
| 1991 | 3550          |
| 2001 | 3719          |

## Geografie
Lugo di Vicenza grenst aan de volgende gemeenten: Asiago, Calvene, Carrè, Chiuppano, Fara Vicentino, Lusiana, Salcedo, Zugliano.